# HMS Farndale (L70)
«Фарндейл» (L70) (англ. HMS Farndale (L70) — військовий корабель, ескортний міноносець типу «Хант» «II» підтипу Королівського військово-морського флоту Великої Британії за часів Другої світової війни.
«Фарндейл» був закладений 21 листопада 1939 року на верфі компанії Swan Hunter, Волсенд. 27 квітня 1941 року увійшов до складу Королівських ВМС Великої Британії.